# Laus Høybye
Laus Rottbøll Høybye (født 11. december 1978) er en dansk skuespiller. Han er uddannet fra Skuespillerskolen ved Odense Teater i 2005. Han har medvirket i en lang række teaterstykker, film, tv-serier og har lagt stemme til adskillige tegnefilm og radiodramaer. Han er særligt kendt for sin rolle som Krumme i filmserien Krummerne.

## Karriere
Laus Høybye udgav i 1991 et kassettebånd/ en cd i forbindelse med filmen Krummerne, studerede musikvidenskab på Københavns Universitet og har medvirket som sanger i musikforestillinger, tegnefilm og udgivelser, bl.a. cd'en Dagen og Vejen, hvor han var solist i numre komponeret af hans far, komponist og korleder John Høybye.
På film debuterede Laus Høybye som skuespiller i filmen Camping i 1990 og blev landskendt som Krumme i de populære familiefilm Krummerne (1991) og Krummerne 2 - Stakkels Krumme (1992). Titelsangen, "Krummes Sang", på cd solgte platin.
På teatret debuterede Laus Høybye som uddannet skuespiller i 2005 i forestillingen Den store Bastian på Svalegangen i Aarhus. Han har medvirket i en lang række skuespil fortrinsvis i København: Den politiske Kandestøber på Grønnegårdsteatret, som Børge i Olsenbanden – The Musical i Tivolis Koncertsal og alderdomskomedien Evig Ung på Nørrebro Teater.
I 2009 medvirkede han i DR's julekalender Pagten som nissen Gibbus. I 2011 spillede han en af hovedrollerne i DR's tv-serie Lykke, som Lykkes småneurotiske tvillingebror, Thomas.
Laus Høybye er en del af satiregruppen PLATT-FORM sammen med kollegerne Jakob Fauerby og Mille Hoffmeyer Lehfeldt der i 2014 blev Reumert-nomineret for det musikalske comedy-show Har du set min nissehue mor?
Fra april 2016 har PLATT-FORM sendt satireindslag på P1 Morgen på Danmarks Radio to gange om ugen med programmerne Kirkesangerne og Krisetelefonen for I-landsproblemer

## Filmografi

### Film
| År   | Titel                         | Rolle                          | Noter       |
| ---- | ----------------------------- | ------------------------------ | ----------- |
| 1990 | Camping                       | Kurt, Jørgens søn              |             |
| 1991 | Krummerne                     | Mads Krumborg, kaldet 'Krumme' | hovedrollen |
| 1992 | Krummerne 2 - Stakkels Krumme | Mads Krumborg, kaldet 'Krumme' |             |
| 2007 | Hvid nat                      | Anders                         |             |
| 2008 | Dig og Mig                    | Hjalte                         |             |
| 2017 | Så længe jeg lever            | James Rasmussen                |             |

### tv og radio
| År   | Titel                               | Rolle       | Noter |
| ---- | ----------------------------------- | ----------- | ----- |
| 2007 | Album                               | Mikkel      | DR1   |
| 2009 | Pagten                              | Gibbus      | DR1   |
| 2011 | Lykke                               | Thomas Leth | DR1   |
| 2015 | Ditte & Louise                      | sig selv    | S1E8  |
| 2016 | Kirkesangerne                       |             | P1    |
| 2016 | Krisetelefonen for I-landsproblemer |             | P1    |

### Stemme i tegnefilm
- Luftens Helte (1990) - Kim Luftskipper
- Rejsen til Amerika 2 (1991)
- Tom & Jerry Som Redningsmænd (1992) – Jerry
- Svaneprinsessen (1994)
- Fedtmule og søn (1995)
- Herkules (1997) – ung Herkules
- Lady og Vagabonden 2: Vaks på eventyr (1998)
- Tarzan (1999)
- Fedtmule og søn 2 - en ekstrem fedtmulefilm (2000)
- Kim Possible (2002 - 2008)
- Silver Fang - Uncut-udgivelsen (2003)
- Bionicle: Lysets maske (2003)
- Bionicle 2: Legenderne om Metru Nui (2004)
- Bionicle 3: Et net af skygger (2005)
- Happy Feet (2006) (Mumle)
- Boog & Elliot (2006)
- Kejserens nye skole (2006 - 2008)
- Bee Movie (2007)
- Bakugan (2007)
- Robotboy (2005)
- Camp Lazlo (2005 - 2008)
- Atomic Betty (2004)
- Skylanders: Spyro's Adventure (2011) (Videospil) (Spyro)
- Happy Feet 2 (2011) (Mumle)
- Skylanders: Giants (2012) (Videospil) (Spyro)

## Teater
- Den store Bastian (2005 Svalegangen)
- Heaven (2005 Den Anden Opera)
- Ronja Røverdatter (2006 Folketeatret)
- Waco (2006 Kaleidoskop)
- Marthas tema (2006 Odense Teater)
- Olsenbanden – The Musical (2007 Tivoli)
- Don Juan (2007 Betty Nansen)
- Erasmus Montanus (2007 Grønnegårds Teater)
- Kopftot (2007 Café Teatret)
- Core (2008 Gasværket)
- Den politiske Kandestøber (2008 Grønnegårds Teater)
- Øjeblikket (2009 Betty Nansen)
- Evig ung (2010 Nørrebro Teater)
- Palle, Polle & Ruth (2010 Det Kongelige Teater)
- Sandsynligvis (2010 Husets Teater)
- Next to Normal (2012 Nørrebro Teater)
- København (2013 Nørrebro Teater)
- Har du set min nissehue mor? (2013-2015 Nørrebro teaters Frederiksbergscene og turné)
- Jordens søjler (2016 Østre Gasværk)
- Penthesilea (2019 Det Kongelige Teater)
- Lazarus (2022 Det Kongelige Teater)